# Bito-See
Der Bito-See ist ein See auf der Insel Leyte auf den Philippinen. Er liegt etwa 7 km nordwestlich von Abuyog in der Provinz Leyte. Der See bedeckt eine Fläche von rund 1,26 km² unweit des Golfs von Leyte; sein Abfluss mündet in den Bito, welcher in Abuyog in den Golf fließt. Der deutsche Forschungsreisende Fedor Jagor besuchte auf seiner Philippinenreise im 19. Jahrhundert den Bito-See.
Die feinstrukturierte Alge Cladophora sp. und der Wasserspinat (Ipomoea aquatica) bilden dominante Arten der aquatilen Vegetation. Im Umland des Sees wird Reis angebaut und es wurden dort einige größere Plantagen mit Kokospalmen und anderen Fruchtbäumen angelegt. 
Der durchschnittlich 15 Meter tiefe See hat einen großen Fischbestand mit folgenden Fischarten: dem Milchfisch (Chanos chanos), Raubwelse (Clarias sp.), Tilapien und der Grundel Glossogobius giurus. Der See hat ebenso einen großen Bestand verschiedener Wasservögel.